# Eric Melvin
Eric Melvin, parfois surnommé Melvin, est le guitariste rythmique du groupe de punk rock californien NOFX. Il est né le 9 juillet 1966.

## Biographie
Il est guitariste pour NOFX depuis sa création en 1983. Eric porte des dreadlocks dont il change la couleur à chaque nouvelle tournée du groupe. Il joue également de l'accordéon.
Aux commencement, Melvin devait être le chanteur principal du groupe mais il a toutefois dû abandonner cette idée, n'étant pas assez bon pour jouer et chanter à la fois. Fat Mike s'est donc chargé du chant principal, permettant à Eric de se concentrer davantage à la guitare et de développer son jeu. Il joue également l'accordéon au sein du groupe.
Il joue par ailleurs dans un autre groupe, Punk Rock Karaoke.

## Matériel
Voici une liste du matériel le plus souvent utilisé par Eric Melvin :
- Guitare :
  - BC Rich Eagle
  - Gibson Les Paul
  - ESP Eclipse

- Amplificateur :
  - Mesa Boogie Mark IV
  - Baffle Marshall